# Caenosynteles haploaria
Caenosynteles haploaria là một loài bướm đêm trong họ Geometridae.